# Grastalsee
Grastalsee är en sjö i Österrike.   Den ligger i förbundslandet Tyrolen, i den västra delen av landet, 400 km väster om huvudstaden Wien. Grastalsee ligger 2 539 meter över havet. Den högsta punkten i närheten är Hörndle, 2 984 meter över havet, sydost om Grastalsee.
Trakten runt Grastalsee består i huvudsak av gräsmarker. Runt Grastalsee är det ganska glesbefolkat, med 35 invånare per kvadratkilometer.